# انعدام الإرادة
انعدام الإرادة هو أحد الأشكال المختلفة لعلم النفس المرضي، هو انخفاض الحافز لبدء وتنفيذ الأنشطة الهادفة ذات التوجيه الذاتي. مثل هذه الأنشطة تشمل عادة الأنشطة الروتينية، بما في ذلك الهوايات، والذهاب إلى العمل و/أو المدرسة، وعلى الأخص الانخراط في الأنشطة الاجتماعية. قد يستمر الشخص الذي يعاني من الهلاك في المنزل لفترات طويلة بدلاً من البحث عن علاقات عمل أو علاقات بين الأقران.

## الآثار الاجتماعية والسريرية
غالبًا ما تؤدي الآثار الناجمة عن انعدام الإرادة إلى حدوث عجز اجتماعي. إن عدم القدرة على الشروع في أنشطة هادفة وتنفيذها يمكن أن يكون له آثار كثيرة على الشخص الذي يعاني من الهلاك. من خلال تعطيل التفاعل مع كل الناس المألوفة وغير المألوفة، ويعرض العلاقات الاجتماعية للشخص للخطر. يمكن أن يؤدي إلى العجز الجسدي والعقلي على حد سواء وكذلك العمل، وتناول الطعام، والشراب أو حتى النوم.
من الناحية السريرية، قد يكون من الصعب إشراك الفرد الذي يعاني من الهلاك في المشاركة النشطة للعلاج النفسي. يواجه المرضى أيضًا ضغوطات التعامل مع مرض عقلي وقبوله والوصمة التي غالباً ما تصاحب مثل هذا التشخيص وأعراضه. فيما يتعلق بمرض انفصام الشخصية، ذكرت الجمعية الأمريكية للطب النفسي في عام 2013 أنه لا يوجد حاليا «أي علاجات ذات فعالية مثبتة للأعراض السلبية الأولية». جنبا إلى جنب مع الطبيعة المزمنة للفصام، هذه الحقائق تضاف إلى النظرة إلى عدم الحصول على ما يرام، يمكن أن يتسبب في مزيد من الشعور باليأس ومشابه في المرضى وكذلك أصدقائهم وعائلاتهم.